# (16955) 1998 KU48
A (16955) 1998 KU48 a Naprendszer kisbolygóövében található aszteroida. A LINEAR projekt keretében fedezték fel 1998. május 23-án.